# Liste der Monuments historiques in Le Plessis-Trévise
Die Liste der Monuments historiques in Le Plessis-Trévise führt die Monuments historiques in der französischen Gemeinde Le Plessis-Trévise auf.

## Liste der Objekte
| Bezeichnung                                                       | Beschreibung          | Standort                                  | Kennzeichnung | Schutzstatus | Datum | Bild           |
| ----------------------------------------------------------------- | --------------------- | ----------------------------------------- | ------------- | ------------ | ----- | -------------- |
| Skulptur Maréchal Mortier, duc de trévisse, chatelain de la Lande | Marmor, 1830 und 1848 | im Parc des Tourelles beim Rathaus (Lage) | PM94000150    | Inscrit      | 1988  | weitere Bilder |